# Formica lepida
Formica lepida é uma espécie de formiga do gênero Formica, pertencente à subfamília Formicinae.